# Барселона (Венесуэла)
Барсело́на (исп. Barcelona) — столица венесуэльского штата Ансоатеги. Численность населения составляет 424 819 жителей (на 2005 год).

## История
Барселона была основана на берегу залива Карьяко изначально как Nueva Barcelona del Cerro Santo (рус. «Новая Барселона на святом холме») в 1638 году Хуаном Орпи, выходцем из города Пьера рядом с каталонской столицей, который жил и изучал западное право в Барселоне. Он считается последним конкистадором Венесуэлы. Под его руководством были покорены территории индейцев-куманогото, которые жили на месте сегодняшней Барселоны.

## Достопримечательности
Casa Fuerte является постройкой эпохи колониализма. Первоначально это здание было построено как монастырь Сан-Франциско. В 1811 году оно было завоёвано основателями Республики Венесуэла и оборудовано Симоном Боливаром в крепость для защиты города от захватчиков.
В историческом центре находится здание католического кафедрального собора Сан-Кристобаль. Он был освящён 10 октября 1773 года и стал первым в регионе. Под главным алтарём собора хранятся мощи семи святых. Это Святой Северин, Святой Евстафий, Святой Факундо, Святой Педро-Алькантара, Святой Пасифик, Святой Анастасио и Святой Паскуаль Байлон. Кроме того, имеются мощи святого мученика Целестина.

## Экономика
В Барселоне, так же как и в Пуэрто-ла-Крус, много нефтеперерабатывающих заводов. Поблизости ведётся разработка угольного месторождения.